# 経済・財務省
経済・財務省（けいざい・ざいむしょう、フランス語: Ministère de l'Économie et des Finances）は、フランスの省の一つ。フランスの経済・財政政策を担当する。フランス財務省とも呼ばれる。

## 概要
フランスにおける財務大臣の起源は、アンシャン・レジーム期の1561年に初めて設置された大蔵卿（surintendant des finances）である。大蔵卿は1661年に財務総監（contrôleur général des finances）と改称され、フランス革命後の1791年に財務大臣（ministre des finances）と改称された。
本省の歴史的任務は財政の管理である。1946年、国民経済・財務省（Ministère de l’Économie nationale et des Finances）の名称で、財政の管理とフランスの経済政策の実施とをともに所管する省が初めて設置された。
なお、本省の名称および具体的な権限は、内閣が交代するたびに変化してきた。
第2次シラク内閣（1986年 - 1988年）においては、本省は経済・財務・民営化省（Ministère de l’Économie, des Finances et de la Privatisation）と称された。ジョスパン内閣（1997年 - 2002年）において、初めて産業が本省の所管となり、2012年まで、以後の内閣においても踏襲された（第1次フィヨン内閣（2007年）を除く）。予算は、独立した大臣が所管していたベレゴヴォワ内閣（1992年 - 1993年）、バラデュール内閣（1993年 - 1995年）、ならびに第1次、第2次および第3次フィヨン内閣（2007年 - 2012年）を除いて、本省の所管である。第1次および第2次フィヨン内閣（2007年 - 2010年）においては、雇用も本省が所管していた。同様に、第1次エロー内閣（2012年）においては貿易も本省が所管していたが、第2次エロー内閣（2012年 - 2014年）においては貿易省として分離された。貿易省が設置されるのは、1990年代半ば以来例のないことである。
ヴァルス内閣（2014年 - 2017年）においては、経済・財務省は財務・公会計省（Ministère des Finances et des Comptes publics）と経済・生産再建・デジタル省（Ministère de l'Économie, du Redressement productif et du Numérique）に分割された。
第1次フィリップ内閣、ブリュノ・ル・メールが経済・財務大臣を務め、第2次フィリップ内閣では、経済・財務省（Ministre de l’Économie et des Finance）と公共行動・公会計省（Ministère de l’Action et des Comptes publics）に分割された。

## 任務
2012年以来、経済・財務大臣は、経済、財政、消費および不正防止に関する政府の政策を立案し、実施することを任務としている。また同大臣は、社会的・連帯経済の促進および発展を担当し、予算および租税に関する政府の政策を立案、実施するほか、公会計全体および公会計に関する長期的戦略について責任を負う。

## 組織
経済・財務省の組織は以下の通りである。
- 経済・財務大臣の単独管轄
  - 経済・財務省事務総局（Secrétariat général des ministères économiques et financiers）
  - 財務総局（Direction générale du Trésor）
  - 関税・間接税総局（Direction générale des douanes et droits indirects）
  - 国立統計経済研究所総局（Direction générale de l'Institut national de la statistique et des études économiques）
  - 競争・消費・不正防止総局（Direction générale de la concurrence, de la consommation et de la répression des fraudes）
  - 予算局（Direction du budget）
  - 財政総局（Direction générale des finances publiques）
  - 財務総監察官（Inspection générale des finances）
  - 省庁間詐欺防止調整ミッション (MICAF)
  - 予算・省会計サービス（Services de contrôle budgétaire et comptable ministériel）
  - 情報処理・不正資金移転防止活動（TRACFIN（Traitement du renseignement et action contre les circuits financiers clandestins））
  - 国家購買部（Service des achats de l'État）
  - 国家金融IT庁（Agence pour l'informatique financière de l'État）
  - 企業貸付調停官（Médiateur du crédit aux entreprises）
  - 研究・調査・評価・統計局（Direction de la recherche, des études, de l'évaluation et des statistiques）
  - 人事関連ITサービスセンター（Opérateur national de paye）
  - 経済・財務省法務局（Direction des affaires juridiques des ministères économiques et financiers）
  - 経済・財務省調停官（Médiateur des ministères économiques et financiers）
  - 経済・産業・エネルギー・科学技術審議会（Conseil général de l'économie, de l'industrie, de l'énergie et des technologies）
  - 国家保有株式庁（Agence des participations de l'État）
- 経済・財務大臣と司法大臣との共同管轄
  - フランス汚職防止庁 (Agence française anticorruption)
- 経済・財務大臣と連帯・保健大臣、スポーツ大臣との共同管轄
  - 社会的団結総局（Direction générale de la cohésion sociale）
- 経済・財務大臣と連帯・保健大臣との共同管轄
  - 社会保障局（Direction de la sécurité sociale）

## 大臣

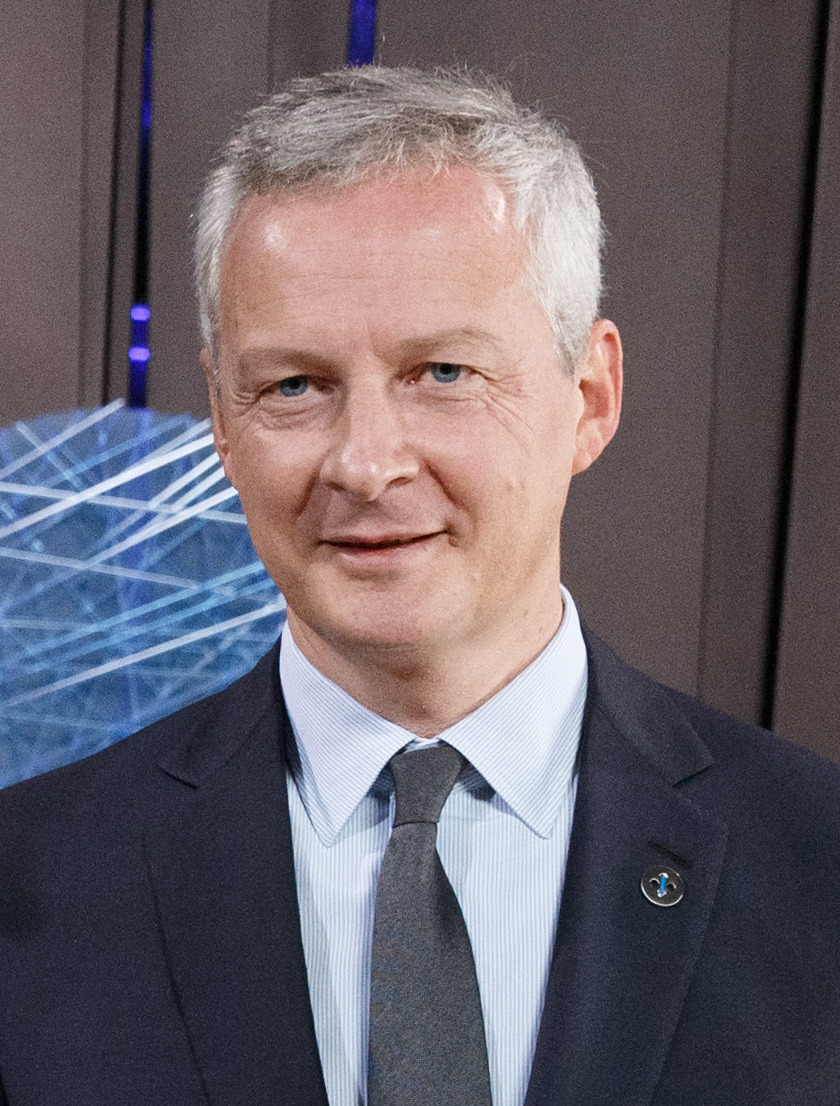
ブリュノ・ル・メール経済・財務大臣

大臣は中央行政機関に加えて、担当大臣、官房および報道官をその権限の下に置いている。担当大臣もまた同様に官房を有している。
現在、第2次フィリップ内閣では、ブリュノ・ル・メールが経済・財務大臣、ジェラルド・ダルマナンが行動・公会計大臣を務めている。

### 歴代財務大臣

#### 第五共和政
| 代 | 氏名                                                         | 職名                                | 内閣                         | 就任日         | 退任日         | 所属政党                         |
| -- | ------------------------------------------------------------ | ----------------------------------- | ---------------------------- | -------------- | -------------- | -------------------------------- |
| 1  | アントワーヌ・ピネー Antoine Pinay                           | 財務・経済問題大臣                  | ドブレ内閣                   | 1959年1月8日   | 1960年1月13日  | 全国独立農民センター             |
| 2  | ウィルフリッド・ボームガルトネル Wilfrid Baumgartner         | 財務・経済問題大臣                  | ドブレ内閣                   | 1960年1月13日  | 1962年1月18日  | 無所属                           |
| 3  | ヴァレリー・ジスカール・デスタン Valéry Giscard d'Estaing    | 財務・経済問題大臣                  | ドブレ内閣                   | 1962年1月18日  | 1962年4月14日  | 全国独立農民センター →独立共和派 |
| 3  | ヴァレリー・ジスカール・デスタン Valéry Giscard d'Estaing    | 財務・経済問題大臣                  | 第1次ポンピドゥー内閣        | 1962年4月15日  | 1962年11月28日 | 全国独立農民センター →独立共和派 |
| 3  | ヴァレリー・ジスカール・デスタン Valéry Giscard d'Estaing    | 財務・経済問題大臣                  | 第2次ポンピドゥー内閣        | 1962年12月6日  | 1966年1月8日   | 全国独立農民センター →独立共和派 |
| 4  | ミシェル・ドブレ Michel Debré                                | 経済・財務大臣                      | 第3次ポンピドゥー内閣        | 1966年1月8日   | 1967年4月1日   | 共和国民主連合                   |
| 4  | ミシェル・ドブレ Michel Debré                                | 経済・財務大臣                      | 第4次ポンピドゥー内閣        | 1967年4月7日   | 1968年5月31日  | 共和国民主連合                   |
| 5  | モーリス・クーヴ・ド・ミュルヴィル Maurice Couve de Murville | 経済・財務大臣                      | 第4次ポンピドゥー内閣        | 1968年5月31日  | 1968年7月10日  | 共和国民主連合                   |
| 6  | フランソワ＝グザヴィエ・オルトリ François-Xavier Ortoli      | 経済・財務大臣                      | クーヴ・ド・ミュルヴィル内閣 | 1968年7月12日  | 1969年6月20日  | 共和国防衛連合                   |
| 7  | ヴァレリー・ジスカール・デスタン Valéry Giscard d'Estaing    | 経済・財務大臣                      | シャバン＝デルマス内閣       | 1969年6月22日  | 1972年7月5日   | 独立共和派                       |
| 7  | ヴァレリー・ジスカール・デスタン Valéry Giscard d'Estaing    | 経済・財務大臣                      | 第1次メスメル内閣            | 1972年7月6日   | 1973年3月28日  | 独立共和派                       |
| 7  | ヴァレリー・ジスカール・デスタン Valéry Giscard d'Estaing    | 経済・財務大臣                      | 第2次メスメル内閣            | 1973年4月5日   | 1974年2月27日  | 独立共和派                       |
| 7  | ヴァレリー・ジスカール・デスタン Valéry Giscard d'Estaing    | 国務大臣 経済・財務大臣             | 第3次メスメル内閣            | 1974年3月1日   | 1974年5月27日  | 独立共和派                       |
| 8  | ジャン＝ピエール・フルカド Jean-Pierre Fourcade              | 経済・財務大臣                      | 第1次シラク内閣              | 1974年5月28日  | 1976年8月25日  | 独立共和派                       |
| 9  | レーモン・バール Raymond Barre                               | 首相 経済・財務大臣                 | 第1次バール内閣              | 1976年8月27日  | 1977年3月29日  | 無所属                           |
| 9  | レーモン・バール Raymond Barre                               | 首相 経済・財務大臣                 | 第2次バール内閣              | 1977年3月30日  | 1978年3月31日  | 無所属                           |
| 10 | ルネ・モノリー René Monory                                   | 経済大臣                            | 第3次バール内閣              | 1978年4月5日   | 1981年5月13日  | フランス民主連合 社会民主中道派  |
| 11 | ジャック・ドロール Jacques Delors                            | 経済・財務大臣                      | 第1次モーロワ内閣            | 1981年5月22日  | 1981年6月22日  | 社会党                           |
| 11 | ジャック・ドロール Jacques Delors                            | 経済・財務大臣                      | 第2次モーロワ内閣            | 1981年6月23日  | 1983年3月22日  | 社会党                           |
| 11 | ジャック・ドロール Jacques Delors                            | 経済・財務・予算大臣                | 第3次モーロワ内閣            | 1983年3月22日  | 1984年7月17日  | 社会党                           |
| 12 | ピエール・ベレゴヴォワ Pierre Bérégovoy                      | 経済・財務・予算大臣                | ファビウス内閣               | 1984年7月19日  | 1986年3月20日  | 社会党                           |
| 13 | エドゥアール・バラデュール Édouard Balladur                  | 国務大臣 経済・財務・民営化大臣     | 第2次シラク内閣              | 1986年3月20日  | 1988年5月10日  | 共和国連合                       |
| 14 | ピエール・ベレゴヴォワ Pierre Bérégovoy                      | 国務大臣 経済・財務・予算大臣       | 第1次ロカール内閣            | 1988年5月12日  | 1988年6月22日  | 社会党                           |
| 14 | ピエール・ベレゴヴォワ Pierre Bérégovoy                      | 国務大臣 経済・財務・予算大臣       | 第2次ロカール内閣            | 1988年6月28日  | 1991年5月15日  | 社会党                           |
| 14 | ピエール・ベレゴヴォワ Pierre Bérégovoy                      | 国務大臣 経済・財務・予算・貿易大臣 | クレッソン内閣               | 1991年5月16日  | 1992年4月2日   | 社会党                           |
| 15 | ミシェル・サパン Michel Sapin                                | 経済・財務大臣                      | ベレゴヴォワ内閣             | 1992年4月2日   | 1993年3月29日  | 社会党                           |
| 16 | エドモン・アルファンデリー Edmond Alphandéry                 | 経済大臣                            | バラデュール内閣             | 1993年3月30日  | 1995年5月11日  | フランス民主連合 社会民主中道派  |
| 17 | アラン・マドラン Alain Madelin                               | 経済・財務大臣                      | 第1次ジュペ内閣              | 1995年5月18日  | 1995年8月26日  | フランス民主連合 共和党          |
| 18 | ジャン・アルテュイ Jean Arthuis                              | 経済・財務・計画大臣                | 第1次ジュペ内閣              | 1995年8月26日  | 1995年11月7日  | フランス民主連合 社会民主中道派  |
| 18 | ジャン・アルテュイ Jean Arthuis                              | 経済・財務大臣                      | 第2次ジュペ内閣              | 1995年11月7日  | 1997年6月2日   | フランス民主連合 社会民主中道派  |
| 19 | ドミニク・ストロス＝カーン Dominique Strauss-Kahn            | 経済・財務・産業大臣                | ジョスパン内閣               | 1997年6月4日   | 1999年11月2日  | 社会党                           |
| 20 | クリスチャン・ソテール Christian Sautter                     | 経済・財務・産業大臣                | ジョスパン内閣               | 1999年11月2日  | 2000年3月27日  | 社会党                           |
| 21 | ローラン・ファビウス Laurent Fabius                          | 経済・財務・産業大臣                | ジョスパン内閣               | 2000年3月27日  | 2002年5月6日   | 社会党                           |
| 22 | フランシス・メール Francis Mer                               | 経済・財務・産業大臣                | 第1次ラファラン内閣          | 2002年5月7日   | 2002年6月17日  | 無所属                           |
| 22 | フランシス・メール Francis Mer                               | 経済・財務・産業大臣                | 第2次ラファラン内閣          | 2002年6月17日  | 2004年3月30日  | 無所属                           |
| 23 | ニコラ・サルコジ Nicolas Sarkozy                             | 国務大臣 経済・財務・産業大臣       | 第3次ラファラン内閣          | 2004年3月31日  | 2004年11月29日 | 国民運動連合                     |
| 24 | エルヴェ・ゲマール Hervé Gaymard                             | 経済・財務・産業大臣                | 第3次ラファラン内閣          | 2004年11月29日 | 2005年2月25日  | 国民運動連合                     |
| 25 | ティエリー・ブルトン Thierry Breton                          | 経済・財務・産業大臣                | 第3次ラファラン内閣          | 2005年2月25日  | 2005年5月31日  | 右翼諸派                         |
| 25 | ティエリー・ブルトン Thierry Breton                          | 経済・財務・産業大臣                | ド・ヴィルパン内閣           | 2005年6月2日   | 2007年5月15日  | 右翼諸派                         |
| 26 | ジャン＝ルイ・ボルロー Jean-Louis Borloo                     | 経済・財務・雇用大臣                | 第1次フィヨン内閣            | 2007年5月18日  | 2007年6月18日  | 急進党                           |
| 27 | クリスティーヌ・ラガルド Christine Lagarde                   | 経済・財務・雇用大臣                | 第2次フィヨン内閣            | 2007年6月19日  | 2008年3月18日  | 国民運動連合                     |
| 27 | クリスティーヌ・ラガルド Christine Lagarde                   | 経済・産業・雇用大臣                | 第2次フィヨン内閣            | 2008年3月18日  | 2010年11月13日 | 国民運動連合                     |
| 27 | クリスティーヌ・ラガルド Christine Lagarde                   | 経済・財務・産業大臣                | 第3次フィヨン内閣            | 2010年11月14日 | 2011年6月29日  | 国民運動連合                     |
| 28 | フランソワ・バロワン François Baroin                         | 経済・財務・産業大臣                | 第3次フィヨン内閣            | 2011年6月29日  | 2012年5月10日  | 国民運動連合                     |
| 29 | ピエール・モスコヴィシ Pierre Moscovici                      | 経済・財務・貿易大臣                | 第1次エロー内閣              | 2012年5月16日  | 2012年6月18日  | 社会党                           |
| 29 | ピエール・モスコヴィシ Pierre Moscovici                      | 経済・財務大臣                      | 第2次エロー内閣              | 2012年6月21日  | 2014年3月31日  | 社会党                           |
| 30 | ミシェル・サパン Michel Sapin                                | 財務・公会計大臣                    | 第1次ヴァルス内閣            | 2014年4月2日   | 2014年8月26日  | 社会党                           |
| 30 | ミシェル・サパン Michel Sapin                                | 財務・公会計大臣                    | 第2次ヴァルス内閣            | 2014年8月26日  | 2017年5月17日  | 社会党                           |
| 31 | ブリュノ・ル・メール Bruno Le Maire                          | 経済・財務大臣                      | 第1次フィリップ内閣          | 2017年5月17日  | 現職           | 共和国前進                       |

## 庁舎
財務・公会計省庁舎はパリ12区のベルシー地区にあるベルシー橋の袂に所在する。現庁舎はポール・シュメトフおよびボルハ・ユイドブロの設計により、1988年に竣工したもので、23万平方メートルの敷地に、それぞれ「ネッケル」「ヴォーバン」「コルベール」「シュリー」「テュルゴー」と名付けられた5棟のビルが建っている。
1871年から1988年まで、本省の中央行政機関はルーヴル宮殿のリシュリュー翼に所在していたが、フランソワ・ミッテラン政権下で決定された「大ルーヴル計画（Grand Louvre）」に伴う工事のため、現在地に移転することになった。
なお、本省の現在の所在地であるベルシー通り139番地には、1983年までは退役軍人省の2つの部局（恩給局および従軍兵士・戦没者規定局）が入居し、現在は財務・公会計省庁舎の一部となっている古い建物が実際には所在する。
一方、一部の部局は既に、セーヌ＝サン＝ドニ県ノワジー＝ル＝グランおよびモントルイユ、セーヌ＝エ＝マルヌ県ノワジエル、ならびにヴァル＝ド＝マルヌ県ヴァンセンヌに移転している。